# Those Whom the Gods Detest
Those Whom the Gods Detest är det sjätte studioalbumet av det amerikanska technical death metal-bandet Nile. Albumet spelades in 2009 och släpptes den 3 november 2009 i Nordamerika och den 6 november 2009 i Europa genom Nuclear Blast. Albumet producerades och mixades av Neil Kernon.

## Låtlista
1. "Kafir!" – 6:50
2. "Hittite Dung Incantation" – 3:48
3. "Utterances of the Crawling Dead" – 5:09
4. "Those Whom the Gods Detest" – 8:07
5. "4th Arra of Dagon" – 8:40
6. "Permitting the Noble Dead to Descend to the Underworld" – 3:32
7. "Yezd Desert Ghul Ritual in the Abandoned Towers of Silence" (instrumental) – 2:33
8. "Kem Khefa Kheshef" – 6:18
9. "The Eye of Ra" – 5:01
10. "Iskander Dhul Kharnon" – 6:41

- Text: Karl Sanders
- Musik: Karl Sanders (spår 7), Karl Sanders/George Kollias (spår 1, 2, 4, 5, 8, 10, 11), Dallas Toler-Wade/George Kollias (spår 3, 6, 9, 12)

## Medverkande
Musiker (Nile-medlemmar)
- Karl Sanders – gitarr, sång
- Dallas Toler-Wade – gitarr, basgitarr, sång
- George Kollias – trummor, slagverk

Bidragande musiker
- Mike Breazeale – sång
- Pete Hammoura – sång
- Chief Spires – sång
- Jon Vesano – sång
- David Merideth – sång

Produktion
- Neil Kernon – producent, ljudtekniker, ljudmix
- Erik Rutan – ljudtekniker (trummor)
- Serdar Ozturk – ljudtekniker
- Alan Douches – mastering
- Michał "Xaay" Loranc – omslagskonst